# Wifredo Fernández
Wifredo Fernández Vega (Consolación del Sur, 1881-La Habana, 1934) fue un político, escritor, periodista y orador cubano, representante a la Cámara y senador de la República de Cuba.

## Biografía
Nació el 11 de octubre de 1881 en Consolación del Sur. Fernández Vega, a quien Raimundo Cabrera acusaba de «españolizante» y otros habrían tildado de «asturiano», fue político, publicista y orador.
Fue autor de obras como Defensa del Congreso Cubano (Discurso pronunciado en 3 de Febrero de 1915), Problemas cubanos (16 de Noviembre de 1916), discurso sobre la conservación de la tierra cubana en manos cubanas y La Universidad Nacional (1 de Marzo de 1920).  La Sociedad Editora Studium publicó una colección de discursos políticos suyos. Publicó la colección de artículos Alma y tierra (1928) y habría cultivado también la poesía y usado el pseudónimo «Ariel».
Desempeñó los cargos de miembro de la Cámara de Representantes y senador. El Ayuntamiento de Consolación del Sur lo nombró hijo predilecto en 19 de febrero de 1914 y dio su nombre a una de las principales arterias de la localidad. Miembro del Partido Conservador Nacional, promovió el llamado «cooperativismo», una estrategia política que propugnaba una coalescencia de todas las formaciones políticas en torno al apoyo al gobierno de Gerardo Machado. La residencia de Fernández,  a quien se consideraba «amigo íntimo» de Machado, fue saqueada tras la caída del dictador. Se suicidó el 27 de febrero de 1934 en la Cabaña, donde se encontraba arrestado.